# Ottfried Fischer

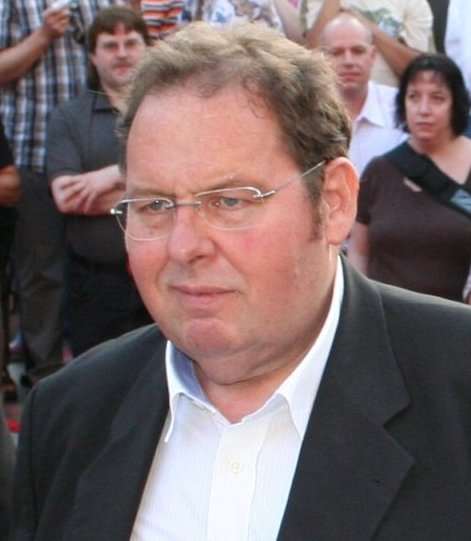
Ottfried Fischer (2009)

Ottfried Fischer (* 7. November 1953 in Ornatsöd) ist ein deutscher Kabarettist, Synchronsprecher und Schauspieler. Seine bekanntesten Rollen spielte er in den Serien Der Bulle von Tölz und Pfarrer Braun.

## Leben
Fischer wuchs auf dem Bauernhof Ornatsöd seines Vaters Werner Fischer bei Untergriesbach im Bayerischen Wald auf. Sein Vater stammte aus Elisenhof im Kreis Paderborn und besaß ein Fischgeschäft in Gelsenkirchen. Er heiratete die Bayerin Maria Wagner und wurde in Bayern heimisch. Fischer besuchte bis zum Abitur das Maristengymnasium in Fürstenzell. Nach dem Willen seines Vaters sollte er Rechtsanwalt werden, brach aber das Studium der Rechtswissenschaft an der Ludwig-Maximilians-Universität München nach wenigen Semestern ab.
Im Februar 2008 gab Fischer bekannt, dass er an Parkinson erkrankt sei. Bereits wenige Tage danach trat er beim Aschermittwoch der Kabarettisten mit einer Soloeinlage auf. Er leitete diesen Auftritt mit dem Ausspruch „Keine Angst, ich mach keine Schüttelreime!“ ein. Im September 2016 eröffnete er das von ihm in Zusammenarbeit mit dem Ausstellungsmacher Peter Syr und dem Journalisten Thomas Haslböck geschaffene Hochwassermuseum in Passau.
Fischer hat zwei Töchter aus erster Ehe. Von 2017 bis 2023 lebte er in Passau, wo er das Stadthaus seiner Großeltern geerbt hat. Seit März 2023 lebt er in Gauting. Im Juni 2020 heiratete er seine langjährige Lebensgefährtin Simone Brandlmeier.

### Entdeckung und Kabarett
1978 gründete Fischer im Münchner Hinterhoftheater die Kabarettgruppe Machtschattengewächse, das Hausensemble des Hinterhoftheaters unter Günter Knoll (Texte und Regie), zu dem auch Barbara Weinzierl, Manfred Krause, Margit Sarholz und Wolfgang Sell gehörten. Bis 1982 gab es drei Programme: Bleiben Sie sachlich (1978), Menschen sind keine Tomaten (1979) und Handstand am Rand (1982).
1983 holte ihn der Kabarettist Werner Schneyder in seine Fernsehshow Meine Gäste und ich. Parallel, ab 1981, gab es das Duo Ottfried Fischer und Jockel Tschiersch mit ebenfalls drei Programmen: Mattscheibchenweise kommerzwärts (1981), Mit Gewalt komisch (1984) und Störfall (1986), danach mit Manfred Tauchen das Duoprogramm Anton und das Wunderkind (1988). Alle Programme liefen im Münchner Hinterhoftheater.
Seinen ersten Soloauftritt als Kabarettist hatte er 1989 mit dem Programm Schwer ist leicht was. Fünf Jahre später gastierte er mit seinem zweiten Soloprogramm Was tun in mehreren deutschen und österreichischen Städten. 2008 hatte Fischer mit seinem Kabarettprogramm Wo meine Sonne scheint in der Münchner Lach- und Schießgesellschaft Premiere. Kurz darauf begann auch seine Zusammenarbeit mit dem Quartett Die Heimatlosen, bestehend aus Claus Reichstaller (Trompete), Christian Ludwig Mayer (Akkordeon, Piano und Komposition), Leo Gmelch (Tuba) und Cesar Granados (Perkussion). 2011 fand im Münchner Lustspielhaus die Premiere des Kabarett- und Musikprogramms Extrem bayrisch statt. Seitdem war Fischer mit beiden Programmen regelmäßig auf Tour. 2014 hatte er Premiere in der Münchner Lach- und Schießgesellschaft mit seinem Programm Jetzt noch langsamer.

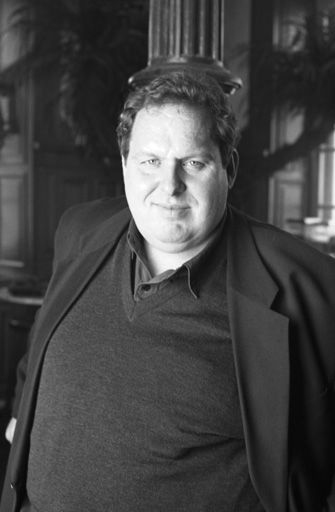
Ottfried Fischer, 1998

Von 1995 bis 2012 moderierte er in 173 Folgen die Kabarettsendung Ottis Schlachthof im Bayerischen Fernsehen. Dort befragte er Kabarettisten nach ihren Solo-Kurzauftritten und gab Nachwuchstalenten die Chance, sich zu präsentieren. Von November 2014 bis 2017 moderierte Fischer Ottis Aquarium, eine 30-minütige Kabarettsendung im Heimatkanal, die ebenfalls in München im Wirtshaus im Schlachthof aufgezeichnet wurde.

### Film und Fernsehen

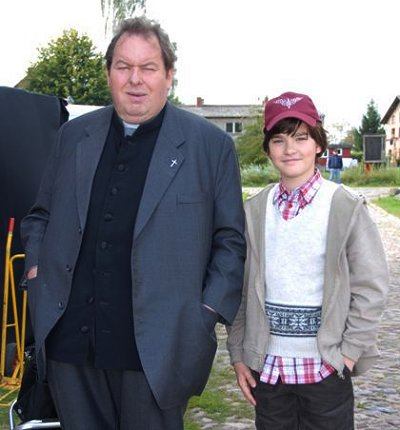
Ottfried Fischer bei Dreharbeiten zu Pfarrer Braun mit Patrick Mölleken (2008)

Zwischendurch arbeitete er als Schauspieler in zahlreichen Fernsehspielen, Filmen und Fernsehserien. Franz Xaver Bogner verschaffte ihm eine erste Fernsehrolle in seiner Serie Zeit genug. 1985 gab Bogner ihm dann die Hauptrolle in der Serie Irgendwie und Sowieso und die Rolle des Felix in Zur Freiheit – der Startschuss für eine Karriere über die Grenzen Bayerns hinweg. Beim Bayerischen Rundfunk spielte Fischer in Der Schwammerlkönig. Es folgten Spielfilmrollen u. a. in  Zärtliche Chaoten (1987), Ein Prachtexemplar (1989), Café Europa (1990), Go Trabi Go (1990), Das schreckliche Mädchen (1990) und Superstau (1991).
1993 spielte er an der Seite von Wolfgang Fierek in der Serie Ein Bayer auf Rügen. 1995 begann Fischers größter Erfolg in der Serie Der Bulle von Tölz (Sat.1 und ORF). Dort verkörperte er den Kriminalhauptkommissar Benno Berghammer, der Morde in der oberbayerischen Kleinstadt Bad Tölz aufklärt und noch bei seiner Mutter – der Witwe Resi Berghammer (Ruth Drexel) – wohnt. Nach seiner eigenen Aussage handelte es sich bei der Serie um eine Mischung aus Krimi und Heimatfilm. Die Serie endete nach Ruth Drexels Tod 2009.
1997 wirkte er in Qualtingers Wien unter der Regie von Harald Sicheritz mit Fritz Muliar und Wolfgang Böck mit. Nach Hamburg verschlug ihn die Serie Der Pfundskerl (Sat.1), in der er als Reporter mit Carol Campbell auf Verbrecherjagd ging (1999–2005). Von April 2003 bis März 2014 hatte er die Hauptrolle in der ARD-Reihe Pfarrer Braun. In ihr spielte er in Anlehnung an Chestertons Pater Brown den katholischen Pfarrer Braun, der mit seinem Gefolge in fast jeder Episode strafversetzt wird, da er an jedem neuen Ort beginnt, geheimnisvolle Morde aufzuklären.
Zum Oktoberfest in München präsentierte Fischer im Jahr 2004 Ottis Wiesn Hits - Gaudi-Grand-Prix vom Münchner Oktoberfest. Von Oktober 2015 bis Mai 2016 lief die Internetserie Nach dem Nickerchen auf Fischers Facebookseite und auf seinem YouTube-Kanal. Produziert wurde das Format zusammen mit der Filmproduktionsfirma Pilgerbilder Filmproduktion GmbH unter der künstlerischen Leitung von Mascha Müller.

### Politisches Engagement
Im deutschen Bundestagswahlkampf 2005 unterstützte Fischer die Regierungskoalition aus SPD und Bündnis 90/Die Grünen. Für die Bundespräsidentenwahlen 2004 und 2009 wurde er jeweils auf Vorschlag der bayerischen SPD als Mitglied der Bundesversammlung gewählt. Im Januar 2015 nahm Fischer am politisch-kulturellen Jahresauftakt der Europäischen Linken teil.

## Filmografie (Auswahl)
- 1982: Kampftag (Fernsehfilm)
- 1982: Zeit genug (Fernsehserie, 1 Episode)
- 1983: Der Androjäger (Fernsehserie, Folge: Ganz einfach, wenn man’s kann)
- 1983: Laß das – ich haß’ das
- 1984: Echt tu matsch
- 1983: Familie Meier (Fernsehserie, 2 Episoden)
- 1984: Kolp – Schwarzmarkt, Swing und große Träume
- 1984: Mama Mia – Nur keine Panik
- 1985: Blam! (Fernsehserie, 2 Episoden)
- 1986: SOKO 5113 (Fernsehserie, Folge: Sichtvermerk, Teil 2)
- 1986: Irgendwie und Sowieso (Fernsehserie, 12 Folgen)
- 1987: Zärtliche Chaoten
- 1987: Die glückliche Familie (Fernsehserie, 1 Episode)
- 1987: Die Hausmeisterin (Fernsehserie, 1 Episode)
- 1987–1988: Zur Freiheit (Fernsehserie, 24 Episoden)
- 1988: Starke Zeiten
- 1988: Schön war die Zeit
- 1988: Der Schwammerlkönig (Fernsehserie, 6 Episoden)
- 1989: Ein Prachtexemplar
- 1989: Josef Filser (Fernsehserie)
- 1989: Die schnelle Gerdi (Fernsehserie, 1 Episode)
- 1990: Das schreckliche Mädchen
- 1990: Café Europa
- 1990: Ein Schloß am Wörthersee (Fernsehserie, 1 Episode)
- 1991: Go Trabi Go
- 1991: Superstau
- 1991: Ich schenk dir die Sterne
- 1992: Alles Lüge
- 1992: Langer Samstag
- 1992: Die Zwillingsschwestern aus Tirol (Fernsehfilm)
- 1993: Das Paradies am Ende der Berge
- 1992: Immer Ärger mit Nicole
- 1993: Almenrausch und Pulverschnee (Fernsehserie, 7 Episoden)
- 1993: Liebe ist Privatsache (Fernsehserie)
- 1993–1997: Ein Bayer auf Rügen (Fernsehserie)
- 1995: Der Spritzen-Karli (Fernsehserie, 1 Episode: Folge 5, Besuch aus Bayern)
- 1995: Alle meine Töchter (Fernsehserie, 11 Episoden)
- 1995–2009: Der Bulle von Tölz (Fernsehserie)
- 1996: Abbuzze! Der Badesalz-Film
- 1996: Workaholic
- 1996: Solange es die Liebe gibt (Fernsehserie, 1 Episode)
- 1997: Die Superbullen
- 1997: Ballermann 6
- 1997: Qualtingers Wien
- 1997–1998: Kommissar Beck – Die neuen Fälle (Fernsehserie, 7 Episoden)
- 1998: Drei Herren
- 1998–1999: Weber & Breitfuß (MA 2412, Fernsehserie, 3 Episoden)
- 1999: Die blaue Kanone (Fernsehfilm)
- 2000–2005: Der Pfundskerl (Fernsehserie, 10 Episoden)
- 2000: Der Bestseller
- 2000: Tatort (Fernsehreihe, Folge Kalte Herzen)
- 2001: Der Bestseller - Millionencoup auf Gran Canaria[12]
- 2001: Eine Insel zum Träumen – Koh Samui (Fernsehfilm)
- 2002: Andreas Hofer – Die Freiheit des Adlers (Fernsehfilm)
- 2002: Die Dickköpfe (Fernsehfilm)
- 2002: Der Bestseller – Mord auf italienisch (Fernsehfilm)
- 2003: Crazy Race (Fernsehfilm)
- 2003: Crazy Race 2 – Warum die Mauer wirklich fiel (Fernsehfilm)
- 2003: Hai-Alarm auf Mallorca (Fernsehfilm)
- 2003–2014: Pfarrer Braun (Fernsehserie, 22 Episoden)
- 2004: Der Bestseller – Wiener Blut (Fernsehfilm)
- 2006: König Otto (Fernsehfilm)
- 2006: Crazy Race 3 – Sie knacken jedes Schloss (Fernsehfilm)
- 2008: African Race – Die verrückte Jagd nach dem Marakunda (Fernsehfilm)
- 2008: Tage wie Jahre (Kurzfilm)
- 2012: Trans Bavaria
- 2018: Wiebkes Weg
- 2019: Otto Neururer – Hoffnungsvolle Finsternis

Synchronisation
- 1994: Asterix in Amerika (Stimme von Obelix)
- 1998: Das große Krabbeln (Stimme von Gustl)
- 2007: Tödliche Verbindungen (Sprecher des jungen Benno Berghammer)

## Auszeichnungen
- 1985: Salzburger Stier
- 1986: Deutscher Kleinkunstpreis gemeinsam mit Jockel Tschiersch
- 1997: Goldener Gong zusammen mit Ruth Drexel
- 1998: Bul le Mérite vom Bund deutscher Kriminalbeamter
- 1998: Goldene Romy; als beliebtester Serienstar
- 1999: Preis der beleidigten Zuschauer (Wegen Diskriminierung älterer Zuschauer)[13]
- 2001: Goldene Romy; als beliebtester Serienstar
- 2002: Goldene Romy; als beliebtester Serienstar
- 2004: Goldene Romy; als beliebtester Serienstar
- 2011: Bayerischer Kabarettpreis (Ehrenpreis)
- 2012: Orden wider den tierischen Ernst[14]
- 2012: Sigi-Sommer-Taler[15]
- 2013: Deutscher Fernsehpreis (Lebenswerk)
- 2014: München leuchtet in Gold
- 2017: Deutscher Comedypreis (Ehrenpreis)
- 2019: Kulturpreis Bayern (Lebenswerk)

## Publikationen
- Der deutsche Bauer, gewürdigt von Ottfried Fischer, Satire, Droemer Knaur (Knaur TB 2733), München 1988, ISBN 3-426-02733-X (=Bibliothek der deutschen Werte).
- Was tun. Ein Mann geht seinen Weg, Econ-und-List-Taschenbuch-Verlag, München 1999, ISBN 978-3-612-26612-5.
- Wo meine Sonne scheint... Das Kabarettprogramm zur Heimat, Heyne, München 2008, ISBN 978-3-453-60106-2.
- Das Leben ein Skandal: Geschichten aus meiner Zeit. Langen-Müller, München 2013, ISBN 978-3-7844-3327-1.
- Heimat ist da, wo dir die Todesanzeigen etwas sagen, Ullstein, Berlin 2019, ISBN 978-3-550-20007-6.